# シンガポール科学技術研究庁
シンガポール科学技術研究庁（－かがくぎじゅつけんきゅうちょう、Agency for Science, Technology and Research、A*STAR、中国語: 新加坡科技研究局）はシンガポールにおける科学技術研究の監督・支援を行う法定機関で、2002年に設立された。
シンガポールではバイオテクノロジー、情報通信、エレクトロニクスなど特定の分野に集中した研究開発政策を進めており、A*STAR は人材育成、研究開発の強化、国際的な人材交流や共同研究の促進、知的財産管理と技術移転システムの確立などのための活動を行っている。

## 概要
シンガポール科学技術研究庁（ A*STAR ）は、貿易産業省（Ministry of Trade and Industry、MTI）が統括するシンガポールの科学技術研究の中心的組織で
、
知識基盤型国家を目指すシンガポールのため、世界クラスの科学研究と人材とを育成することを目的としている
。
A*STAR は1991年設立の国家科学技術庁（National Science and Technology Agency）の名称変更と組織改定により2002年に作られ、以下の組織から構成される

。
- Biomedical Research Council (BMRC、生物医学研究会議) - 公的セクターのバイオメディカル関連の研究開発を監督・支援
- Science and Engineering Research Council (SERC、科学工学研究会議) - 公的セクターの科学と工学の研究開発を監督・支援
- Joint Council Office (JCO) - BMRC と SERC 間の学際研究プログラムを支援
- A*STAR Graduate Academy (A*GA) - 科学関連の奨学金や各種人材育成プログラムを運営
- Exploit Technologies Private Ltd. (ETPL、エクスプロイトテクノロジーズ社) - A*STAR の研究開発の商業化を目的とした技術移転機関
- Corporate Group（政策・管理部門） - 組織の予算、人的資源などを管理

A*STAR の本部は2008年に開所した情報通信関連の研究複合施設であるフュージョノポリスにあり、バイオメディカル関連の研究複合施設であるバイオポリスやフュージョノポリスなどにある多くの研究機関の監督と支援を行っている。

## 研究機関
生物医学研究会議（BMRC）は2000年に当時の国家科学技術庁が設立した組織で、各種バイオ技術と医療技術に関する研究開発の監督・支援を行う。
医薬品・バイオテクノロジーなどバイオメディカル分野をシンガポール経済の柱の一つとするための政策（Biomedical Science Initiative、BMS イニシアチブ）にもとづき設立され、基礎研究での能力向上と人材育成、およびそれらの成果を臨床応用するための研究を強化することに重点を置いている。
BMRC 傘下の研究機関とコンソーシアムを以下に示す
。
- Bioinformatics Institute (BII、バイオ情報研究所)
- Bioprocessing Technology Institute (BTI、バイオ処理技術研究所)
- Experimental Therapeutics Centre (ETC、実験治療センター)
- Genome Institute of Singapore (GIS、シンガポール遺伝子研究所)
- Institute of Bioengineering and Nanotechnology (IBN、バイオ工学・ナノテクノロジー研究所)
- Institute of Medical Biology (IMB、医学生物学研究所)
- Institute of Molecular and Cell Biology (IMCB、分子・細胞生物学研究所)
- A*STAR - Duke-NUS Graduate Medical School Neuroscience Research Partnership (NRP)
- Singapore Bioimaging Consortium (SBIC)
- Singapore Institute for Clinical Sciences (SICS)
- Singapore Immunology Network (SIgN)
- Singapore Stem Cell Consortium (SSCC)

科学工学研究会議（SERC）は、材料、化学、コンピュータサイエンス、マイクロエレクトロニクスなど広範囲の科学・工学の研究開発の監督・支援を行う。
SERC 傘下の研究機関を以下に示す

。
- Data Storage Institute (DSI、データストレージ研究所)
- Institute of Chemical and Engineering Sciences (ICES、化学・工学サイエンス研究所)
- Institute of High Performance Computing (IHPC、ハイパフォーマンスコンピューティング研究所)
- Institute for Infocomm Research (I2R、インフォコム研究所)
- Institute of Materials Research and Engineering (IMRE、材料研究・工学研究所)
- Institute of Microelectronics (IME、マイクロエレクトロニクス研究所)
- National Metrology Centre (NMC、国立計量センター)
- Singapore Institute of Manufacturing Technology (SIMTech、シンガポール製造技術研究所)

さらに以下の研究施設も SERC に属する。
- A*STAR Computational Resource Centre (A*CRC)
- Chemical Synthesis Laboratory @ Biopolis (CSL)
- SERC Nanofabrication and Characterisation Facility (SNFC)

## 人材育成
人的資源の少ないシンガポールは人材育成に力を入れており、A*STAR も各種の奨学金や人材育成プログラムにより科学技術分野での人材育成を行っている。
また奨学金などの応募資格をシンガポール以外の ASEAN 諸国に広げることで他地域の優秀な学生の確保を目指している。
以下に A*STAR が関係する奨学金と人材育成プログラムの例を示す
。
- National Science Scholarship (NSS)
- Pre-Graduate Scholarships (PGS)
- A*STAR Graduate Scholarship (AGS)
- A*STAR International Fellowship (A*IF)
- A*STAR Undergraduate Scholarship (AUS)
- A*STAR Science Awards
- A*STAR Research Attachment Programme (ARAP)
- A*STAR Young Researchers Attachment Programme
- Singapore International Graduate Award (SINGA)
- Singapore International Pre-Graduate Award (SIPGA)

また、海外の著名な研究者の招聘を推進・支援するため以下のような活動も行っている
。
- Visiting Investigatorship Programme (VIP)
- Distinguished Visitor Programme (DVP)